# 玉 (投資用語)
玉（ぎょく）は、投資用語のひとつ。特に金融先物取引や商品先物取引といった先物取引でよく使われる。

## 語源
花柳界において、芸者のご祝儀を玉代といったことにちなむとされる。

## 用例
建玉（たてぎょく）ある投資対象を、買っている状態または売っている状態。玉に関する最も基本的な語。買っている状態を買建玉、-売っている状態を売建玉という。英語ではポジション（position）といい、国際的な取引においてはこちらの用語が好まれる傾向がある。買建玉をlong position、売建玉をshort positionという。
向かい玉（むかいぎょく）買いの建玉と売りの建玉を投資業者内でほぼ同数にすること
しこり玉損失が膨らんだ建玉
本玉本命の玉。試し玉を建てた後に、頃合を見て建てる玉。
試し玉試しに建てる玉、行為。一度に買うのではなく、少しずつ買っていく。様子見の後、本命と確信できたのならば本玉(本当にほしい分だけ買う)を建てる。様子見ができ、見込み違いとわかった時にすぐに少ない損失で売却ができるメリットがある反面、急激な値上がりに対応できない場合がある。
冷やし玉市場が加熱しているときに、マーケットメーカー的な位置付けにある投資家（大手証券会社等であることが多い）が、市場に反対売買となる取引（価格上昇時には売り、下落時には買い）を入れること。特に、株式等現物売買の場合、公開時等加熱上昇局面で、引受幹事会社等が、利益確定の目的も合わせ、引受株式等を市場に放出する場合、この株式を冷やし玉という。
玉帳（ぎょくちょう）過去の自分の売買の記録を書いた帳面。手帳サイズではなくB4サイズが一般的。
見せ玉（みせぎょく）約定する意志のない注文を出し、取引が活発だと見せかける行為。相場操縦として取り締まり対象となる。